# 塔里瓦
7°49′0″N 72°13′0″W / 7.81667°N 72.21667°W
塔里瓦（西班牙語：Táriba），是委內瑞拉的城鎮，位於該國西南部塔奇拉州，是卡爾德納斯市的首府，始建於1547年，海拔高度860米，是天主教的朝聖地點，2010年人口128,590。